# Rutger ten Velde
Rutger ten Velde (* 5. März 1997 in Arnhem) ist ein niederländischer Handballspieler.

## Karriere

### Im Verein
Zunächst spielte er in den Niederlanden für den RKHV Volendam und kam für die Saison 2015/2016 nach Deutschland zum Drittligisten HS Gummersbach/Derschlag - einer Spielgemeinschaft, die als 2. Mannschaft des VfL Gummersbach fungierte. Nach einem weiteren Jahr in Volendem, schloss sich ten Velde 2017 dem Zweitligisten Wilhelmshavener HV an. Mit dem Wilhelmshavener HV stieg er 2019 in die 3. Liga ab, nach einer Saison 2020 wieder auf und dann 2021 direkt wieder ab. 2021 wechselte er dann zum Zweitligisten TuS Ferndorf. Auch hier stieg er in dieser Saison in die 3. Liga ab. Ab Sommer 2022 spielte er für den Zweitligisten TuS N-Lübbecke. Zur Saison 2024/25 wechselte er zum Erstligisten Frisch Auf Göppingen.

### In Auswahlmannschaften
Sein erstes Länderspiel für die A-Nationalmannschaft bestritt er am 10. Juni 2017 gegen Belgien. Er nahm an der Europameisterschaft 2022 und der Weltmeisterschaft 2023 teil. Er stand im Kader für die Europameisterschaft 2024 und belegte mit den Niederlanden den 12. Platz. Zudem belegte er mit 45 Toren in sieben Spielen den 5. Platz der Torschützenliste des Turniers. Bei der Weltmeisterschaft 2025 warf er 46 Tore in sechs Spielen und belegte mit dem Team den 12. Platz.